# Phragmatobia extrema
Phragmatobia extrema là một loài bướm đêm thuộc phân họ Arctiinae, họ Erebidae.